# 高乐高
高乐高（Cola Cao）是首创于西班牙的一种饮品，现在在多个国家或地区进行生产和销售。主要成分有脱脂可可粉、蔗糖、谷物粉（小麦粉、麦精及可拉果精粉）等。由西班牙埃蒂利亚食品生产。
1990年，埃蒂利亚食品进入中国大陆，成为第一家进入中国大陆的西班牙食品企业。

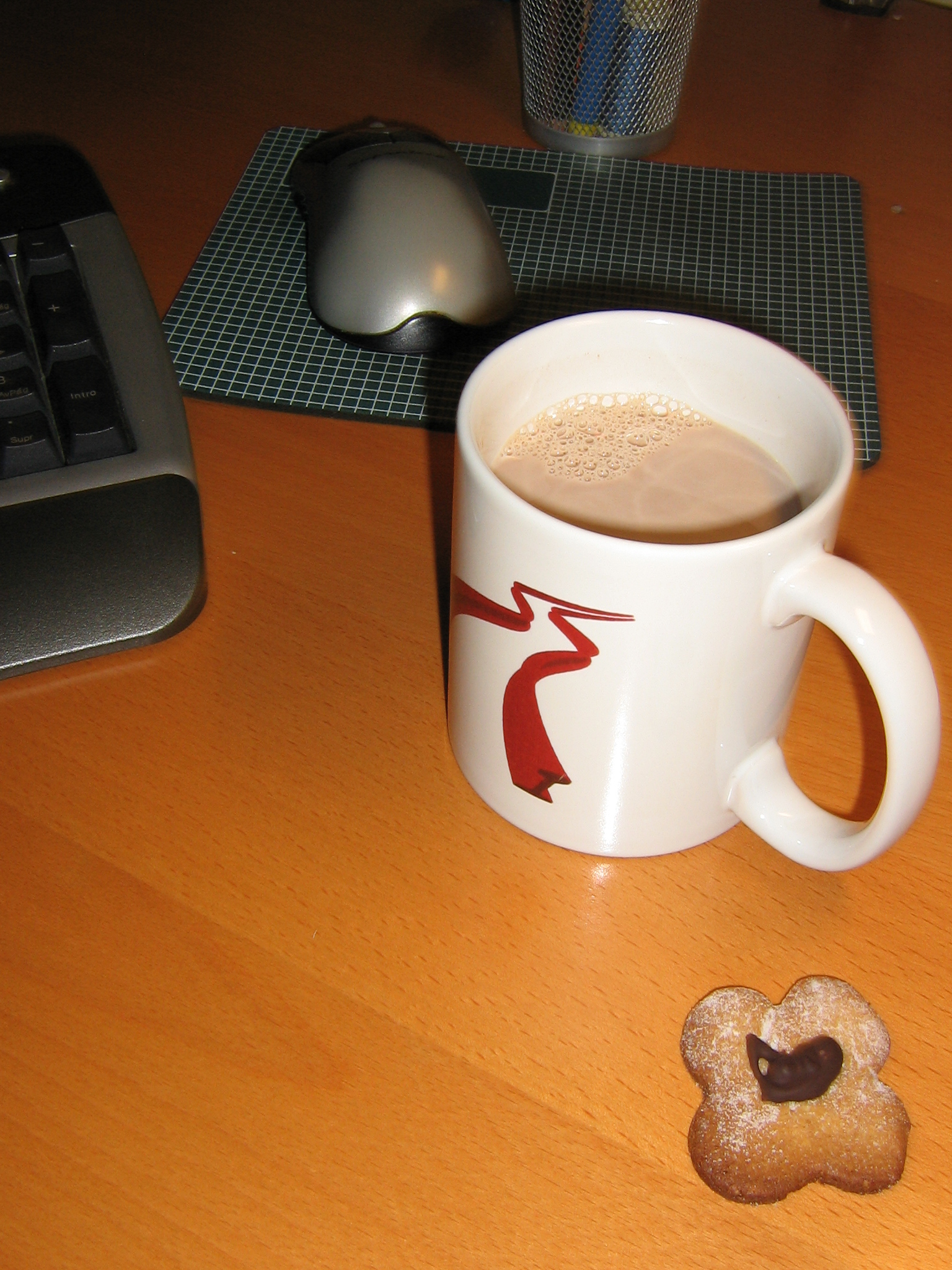
温热且已冲泡的高乐高

## 原料
高乐高使用糖、加工可可豆、小麦粉和可乐果制成，富含维生素、钙和磷。

## 准备
高乐高是一种粉末状的饮品。旨在与牛奶混合，不过也可以与水或豆浆混合。它也可以添加至早餐麦片中或可用作烘焙原料。特别在西班牙本土，高乐高是早餐或晚餐的流行搭配。

## 分配
高乐高装在各种尺寸的容器中出售。不过也以液体形式生产，并装在塑料瓶中。

## 营销
高乐高在多个国家进行营销，譬如西班牙、葡萄牙、智利、波斯尼亚和黑塞哥维那、日本以及中国大陆。